# Contra: Hard Corps
Contra: Hard Corps (o: Contra: The Hard Corps (魂斗羅 ザ・ハードコア?, Kontora Za Hādo Koa) - in Giappone - e Probotector - in Europa e Oceania) è un videogioco sparatutto a scorrimento laterale pubblicato da Konami per Sega Mega Drive in Nordamerica e Corea del Sud nel 1994.
È stato il primo gioco della serie: Contra pubblicato per una piattaforma di SEGA e funge da primo capitolo della serie: Hard Corps - a sua volta una sottoserie di Contra. È stato ripubblicato a giugno 2019 come parte di Contra: Anniversary Collection per PlayStation 4, Xbox One, Nintendo Switch e Windows ed è stato incluso nella console: Genesis Mini - rilasciata a settembre 2019.
Ambientato cinque anni dopo gli eventi di Contra III - The Alien Wars, narra le vicende di un gruppo terroristico - guidato dal rinnegato colonnello Bahamut - che ha rubato una navicella aliena, allo scopo di usarla per produrre armi. Invece dei tradizionali eroi Bill Rizer e Lance Bean, una nuova task force nota come: Hard Corps (composta da 4 membri) viene inviata per affrontare la situazione.

## Trama

### Ambientazione
Nell'anno 2641, una squadra d'élite di commando chiamata "Task Force speciale militare unificata K-X" - nota anche come: "Contra Hard Corps" - è stata riunita per combattere la rapida diffusione del crimine e delle attività illegali dopo la guerra.
Quando un hacker sconosciuto si infiltra nel sistema di sicurezza della città e riprogramma un gruppo di robot senza pilota per provocare il caos, gli Hard Corps vengono schierati per gestire la situazione.
Tra i membri vi sono il soldato Ray Poward, la soldatessa Sheena Etranzi, l'umanoide-lupo con due braccia cibernetiche Brad Fang, e Browny: un piccolo robot in grado di librarsi.

### Storia
Il gioco inizia quando gli Hard Corps vengono schierati in una grande città per distruggere un gruppo di armi che sono state riprogrammate per attaccare i civili.
Dopo aver superato la prima ambientazione, il giocatore affronta un robot pilotato dal mercenario cyborg Deadeye Joe, che fugge dopo la battaglia. A questo punto, il gruppo riceve una chiamata di emergenza dal Dr. Geo Mandrake, che li informa circa un attacco del centro di ricerca del governo, da parte di un gruppo sconosciuto.
Il giocatore può scegliere di inseguire Deadeye Joe o andare al centro di ricerca per contrastare i terroristi: ogni percorso conduce a un secondo livello differente. Indipendentemente dal percorso scelto, entrambe le fasi convergono in un percorso comune. Nella terza fase, il giocatore viene inviato in una discarica per catturare il famigerato hacker Noiman Cascade, mentre il quarto livello è ambientato in una giungla, dove si trova il nascondiglio del nemico. Nel quinto livello, l'Hard Corps viene catturato da una trappola del leader nemico: il colonnello Bahamut, e il giocatore dovrà compiere un'altra scelta. D'ora in poi, a seconda delle scelte del giocatore, la trama si divide in quattro possibili finali, ognuno con il proprio esito.
Vi è anche una fase nascosta nel Colosseo - che determina il quinto possibile finale.

## Modalità di gioco
L'obiettivo del gioco è raggiungere il termine di ogni partita sparando a tutti i nemici che il giocatore incontra e sconfiggere il boss alla fine di ogni partita. Mentre, nella maggior parte del gioco, il personaggio cammina a piedi, alcuni stadi vedono il giocatore manovrare il personaggio su una sella di una Motoroid: un'hoverike che può trasformarsi in un robot simile a uno struzzo.

### Caratteristiche
A differenza dei precedenti capitoli - che presentavano segmenti overhead, oltre alle normali fasi di visualizzazione laterale - Hard Corps mantiene la vista laterale (per la maggior parte del gioco); un'altra differenza è che il giocatore può scegliere tra uno dei quattro personaggi disponibili e giocarvi; una nuova funzionalità del gioco è il fatto che, durante la trama, saranno visualizzabili dei filmati.
Come nei precedenti capitoli, un massimo di due giocatori possono giocare contemporaneamente, ma non possono scegliere lo stesso personaggio.
I controlli sono simili a quelli del terzo capitolo, ma sono stati adattati per funzionare con il controller a tre pulsanti (della Genesis) nonché con il controller a sei pulsanti; i tre pulsanti principali (A, B e C) vengono (rispettivamente) utilizzati per alternare le armi equipaggiate, il tiro e il salto nella configurazione di controllo predefinita. Premendo il pulsante per cambiare arma mentre prende la mira (i pulsanti: X, Y o Z sul controller a sei pulsanti), il giocatore può alternare tra due modi per mirare: uno consente il movimento libero mentre si sta mirando, un altro mantiene il personaggio immobile mentre punta la sua arma in una delle otto direzioni. Il giocatore può anche saltare da alcune piattaforme, oltre a muoversi su pareti e soffitti - come in Contra III.
Una nuova abilità aggiunte al gioco è una tecnica scorrevole eseguita tenendo premuto il tasto direzionale in diagonale verso il basso, mentre si preme il pulsante di salto. Il personaggio sarà invulnerabile mentre scivola da una piattaforma e può danneggiare alcuni nemici.
Il personaggio comandato dal giocatore può trasportare fino a quattro armi diverse, oltre a una scorta di bombe. Come nei giochi precedenti, le armi sono ottenibili dalle capsule volanti (il negozio di gioco); questa volta, però, gli oggetti dell'arma sono etichettati come: "A", "B", "C" e "D" e variano a seconda del personaggio controllato dal giocatore: ogni giocatore inizia con una mitragliatrice standard, che può essere potenziata con un'arma semiautomatica diversa, raccogliendo il potenziamento di tipo A. Quando il personaggio del giocatore perde una vita, l'arma che aveva equipaggiato andrà persa. A differenza di Contra III, l'offerta di bombe del giocatore rimarrà la stessa quando si perde una vita.
Un'altra caratteristica unica del gioco è l'aggiunta di percorsi ramificati che consentono al giocatore di giocare attraverso una serie diversa di stadi a seconda delle decisioni chiave prese durante i momenti-chiave della trama.

### Versioni

#### Versione nordamericana
La versione nordamericana è significativamente più difficile della sua controparte giapponese, a causa della rimozione di un indicatore di vita che consente al giocatore di subire tre colpi da un nemico prima di perdere una vita. La versione giapponese, invece, offre continuazioni illimitate - a differenza della versione americana, che consente al giocatore di continuare solo cinque volte.

#### Versione europea
Nella versione europea, i personaggi principali e alcuni nemici sono stati rinominati e sostituiti con controparti robotiche; la trama è stata anche riscritta, con il colonnello Bahamut e Dead-Eye Joe ridisegnati come alieni umanoidi, e la cellula aliena è stata sostituita con un dispositivo chiamato: "X-Drive". Il gameplay è lo stesso della versione nordamericana, ma il giocatore ha solo quattro possibilità di continuazione. Anche alcune scene tagliate sono state modificate: ad esempio, il personaggio del giocatore non identifica più il boss della Fase 1 - questa volta pilotato dal Dr. Geo Mandrake, il quale, quando il personaggio comandato dal giocatore sconfigge il boss, viene mangiato da un mostro creato nella sua macchina di fusione
Inoltre, è impossibile schierarsi con il generale alieno, eliminando, in tal modo, uno dei finali.

## Sviluppo
La colonna sonora è stata scritta da Hiroshi Kobayashi e i compositori secondari erano Michiru Yamane, Akira Yamaoka, Hirofumi Taniguchi e Aki Hata. La melodia: Simon 1994 RD è un remix della musica di sottofondo di Vampire Killer, ricorrente nella serie di Castlevania.
La traccia viene riprodotta nella fase segreta del "Battle Stadium", contro il primo nemico: un cyborg dai capelli afro che combatte il giocatore con una frusta e dei pesci lanciati come boomerang. Il suo design è un'imitazione del protagonista di Castlevania Simon Belmont - e del cantante giapponese Masato Shimon.

## Accoglienza
| Testata                   | Giudizio |
| ------------------------- | -------- |
| Electronic Gaming Monthly | 7.25/10  |
| Famitsū                   | 24/40    |
| Next Generation           | 3/5      |
| Mega                      | 88%      |

GamePro ha dato una recensione positiva al gioco, elogiando gli impressionanti boss, la grafica "accattivante", le esplosioni che "mettono alla prova i limiti degli altoparlanti della TV", una semplice configurazione di controllo e l'"azione intensa"; oltre al voto, i quattro recensori di Electronic Gaming Monthly hanno "raccomandato" il gioco per la sua selezione di quattro personaggi, l'azione intensa e gli impressionanti effetti grafici, e hanno notato che la difficoltà può risultare estremamente frustrante; Next Generation ha esaminato la versione del gioco su Genesis, definendolo come "una bestia di gioco che non verrà facilmente sconfitto".